# آزمون اونتربرگر
آزمون اونتربرگر (انگلیسی: Unterberger test) آزمونی است که در پزشکی گوش و حلق و بینی جهت تشخیص آسیب سیستم دهلیزی گوش استفاده می‌شود اما برای تشخیص اختلالات تعادلی ناشی از آسیب یا بیماری‌های مغزی مناسب نیست. در این آزمون از بیمار خواسته می‌شود با چشمان بسته، راه برود. اگر بیمار به یک سمت بدن بچرخد، ممکن است ضایعه‌ای در لابیرنت استخوانی گوش داشته باشد. آزمون اونتربرگر یک روش تشخیصی مکمل است و باید آن را در کنار سایر روش‌های تشخیصی به‌کار گرفت؛ نه به تنهایی.